# Ла Катедраль
Ла Катедраль (исп. La Catedral — «Собор») — ныне не существующая тюрьма в колумбийском городе Энвигадо. Построена на средства Пабло Эскобара для собственного сверхкомфортного отбывания наказания.

## История
В 1991 году лидер Медельинского наркокартеля Пабло Эскобар заключил соглашение с правительством Колумбии: он сдаётся властям и отбывает срок в 5 лет, а правительство не экстрадирует его в США.
Выходом наркобарон посчитал строительство тюрьмы по собственному вкусу: с футбольным полем, баром, бильярдом, джакузи, водопадом и другими признаками сверхкомфортного жилья. Место строительства выбрано в горах, чтобы обезопасить себя от внезапного нападения со стороны полиции или конкурирующих банд. За такие условия содержания тюрьму прозвали «Отель Эскобар» и «Клуб Медельин».
Эскобар сам выбирал охранников для «Ла Катедраль». Ее могли посещать члены его семьи, друзья, проститутки, партнеры по наркоторговле в любое время. В тюрьме у него были рядом приближенные бандиты и арсенал оружия. Фактически тюрьма стала укрепленным и комфортным штабом Медельинского картеля. Правительство закрывало на это глаза до начала Эскобаром пыток и убийств привезенных с «воли» членов картеля прямо в тюрьме. Было принято решение перевезти его в обычную тюрьму, но в июле 1992 года Эскобар сбежал, отбыв 1 год и 1 месяц заключения. Предполагается, что преступники были просто пропущены охраной.

## Настоящее время
На протяжении нескольких лет тюрьма была заброшена, а её имущество разграблено. В 2007 году здание заняла группа монахов-бенедиктинцев. Монахи построили часовню, библиотеку, кафетерий, гостевой дом для паломничеств, мастерские и мемориал жертвам картеля. Орден получил от муниципалитета землю и построил дом для престарелых.

## В популярной культуре
- Пребыванию Эскобара и его сообщников в «Ла Катедраль» посвящено несколько эпизодов сериала «Нарко»[7].